# Bhoja Air Flight 213
Bhoja Air Flight 213 var ett inhemskt reguljärt passagerarflyg som flögs av det pakistanska flygbolaget Bhoja Air från Karachi till Islamabad. På fredagen den 20 april 2012 kraschade det Boeing 737-200-plan som flög rutten i dåligt väder under inflygning. Alla 121 passagerare och sex besättningsmedlemmar omkom. Utredningen visade att olyckan berodde främst på två starka fallvindar under inflygningen som piloterna inte klarade av att bemästra.